# Bagatur
Un bagatur (du köktürk baγatur), ou batyr (köktürk : batur;
mongol : ᠪᠠᠭᠠᠲᠦᠷ, VPMC : baɣatur, cyrillique : баатар, MNS : baatar ; arabe : بهادور) est un titre honorifique des mongols et peuples turcs, apposé au nom (par exemple, Subötaï-bagatur, Yesügei-bagatur), signifiant «héros», «grand guerrier» ou «bogatyr». D'autres formes sont connues, comme bahadur, bator, batur,  bootur, bahadur (bachkir : батыр, баһадирбатыр, баһадир). Il s'utilisait comme un prénom.

## Histoire

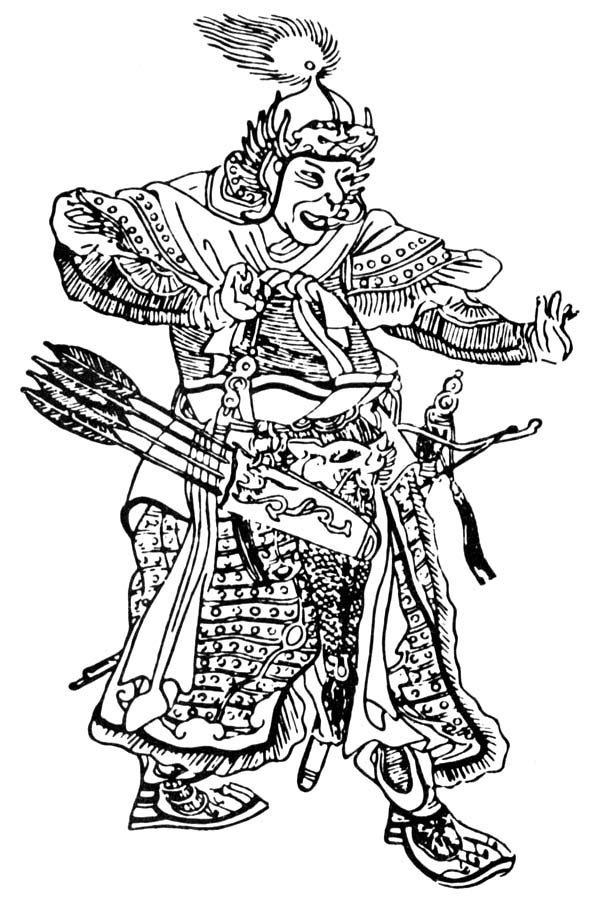
Le chef de guerre mongol Subötaï-bagatur, dessin médiéval chinois.

### Au Moyen-Âge
Selon l'histoire de la dynastie Sui, le mot était encore en vogue parmi les peuples des steppes au Nord et à l'Ouest de la Chine au VIIe siècle.  Il était utilisé par les khazars et les bulgares. C'est devenu un titre honorifique attribué aux chefs dès l'époque de Gengis Khan. À partir de 1204, les bagatyrs étaient surtout les mille keshigs qui constituaient la garde personnelle des grands khans de l'empire mongol.
Les états successeurs de l'empire mongol ont continué à employer le titre de bagatur ou bahadur. Par exemple, dans le Khanat de Djaghataï, selon Tarik-i Rachid, le khan était entouré de bahadurs, guerriers remarqués par le khan pour leurs qualités personnelles et leurs distinctions. C'est de ce mot que viendrait le mot russe bogatyr.
Le mot bahadur a aussi été utilisé comme titre royal par les dynatises musulmanes turques et mongoles. Le premier à le faire fut l'ilkhanide Abu Saïd Bahadur, qui s'appelait lui-même dans les documents officiels as-sultan al-adil (le sultan juste) Abu Saïd Bahadur-khan. Cet usage s'est poursuivi parmi les dynasties Jalayiride, Timouride, Qara Qoyunlu, Aq Qoyunlu, Séfévides, des Hauts Mongols et en particulier dans les gouvernements ouzbeks.

### Dans les temps modernes
Dans l'Empire moghol, fondé par Babur, le titre était utilisé par les proches de la dynastie régnante. Il était utilisé en Inde même au temps de l'Empire britannique.
Au début du XXe siècle, sous la Mongolie autonome, le titre a été accordé à plus de cent militaires, y compris des russes (par exemple à Roman von Ungern-Sternberg). Il pouvait être accolé au nom (par exemple, Damdin Sükhbaatar), ou simplement apposé.
En 1945, le titre de batyr a été attribué au kazakh Osman Batur, chef militaire de la Seconde République du Turkestan oriental. Le titre se retrouve dans le nom des tribus kazakhes modernes Batyr et Karabatyr. Pour la majorité des langues turques et mongoles contemporaines, le titre de bagatur a une signification analogue à héros.

## Personnes ayant reçu ce titre
- Bögönbaï Batyr

## Contes et épopées
Les batyrs font partie des personnages des contes turco-mongols et des épopées héroïques. La plus fameuse épopée des bachkirs est l'épopée populaire «Ural-batyr (en)».

## Dans la philatélie

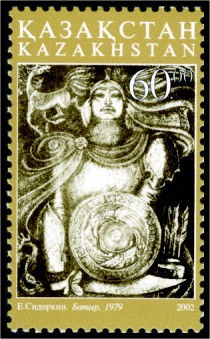
Le batyr E. M. Sidorkin (ru) Timbre du Kazakhstan de 1979.
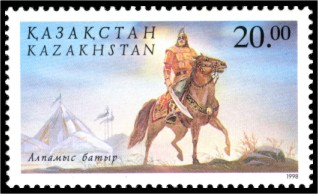
Alpamych batyr, timbre du Kazakhstan de 1998.
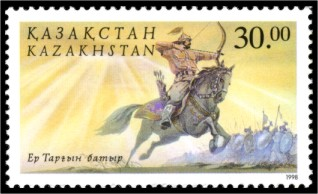
Er-Targyn batyr, timbre du Kazakhstan de 1998.
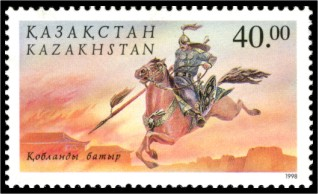
Koblandy (ru) batyr, timbre du Kazakhstan de 1998.

## Liens
- (en) Fleischer C., « Bahādor » [archive du 29 février 2012], Encyclopædia Iranica, 15 décembre 1988 (consulté le 22 novembre 2010)
- Article Batyr de l'Encyclopédie de Bachkirie